# Vytautas Butkus
 Vytautas Butkus, né le 20 décembre 1949 à Kaunas, est un rameur lituanien, concourant pour l'Union soviétique.
Il remporte la médaille d'argent du skiff aux Championnats d'Europe d'aviron 1973 et la médaille d'argent du quatre de couple lors des Jeux olympiques d'été de 1976 à Montréal.